# Cinolazepam
Il cinolazepam è uno psicofarmaco della categoria delle benzodiazepine ed è conosciuto sotto il nome commerciale di Gerodorm.
Il farmaco brevettato nel 1978, è stato utilizzato in campo medico per la prima volta nel 1992.

## Usi medici
Il farmaco possiede molte proprietà ansiolitiche, anticonvulsivanti, sedative e miorilassanti scheletriche. A causa di queste proprietà, viene utilizzato principalmente come ipnotico.